# Daniel Bensaïd
Daniel Bensaïd (Toulouse, 25 de março de 1946 - Paris, 12 de janeiro de 2010 ) foi um filósofo francês, teórico do movimento trotskista na França, dirigente da Quarta Internacional - Secretariado Unificado e docente da Universidade Paris VIII (Vincennes - Saint-Denis).

## Vida
Na juventude, foi um dos animadores do Movimento de 22 de março, ao lado de Daniel Cohn-Bendit e outros ativistas. Destacou-se como um dos líderes do Maio de 68 quando estudava na Universidade de Paris X (Nanterre), militando na Juventude Comunista Revolucionária, da qual fora um dos fundadores (1966). Em 1969, foi cofundador da Liga Comunista Revolucionária, sendo, durante muito tempo, membro de sua direção. Participou ativamente também da criação do Novo Partido Anticapitalista.
Publicou vários trabalhos de filosofia e política. Animou as revistas Critique Communiste e Contre Temps, participando intensamente da criação da Fundação Louise Michel. Sua produção teórica foi marcada pela defesa, sem concessões, de um marxismo aberto, não dogmático.
Faleceu no dia 12 de janeiro de 2010, aos 64 anos.

## Publicações
- Avec Henri Weber, Mai 1968: une répétition générale ?, Maspero, 1968.
- Avec Camille Scalabrino, Problèmes du mouvement étudiant, Maspero 1969;
- Avec Charles-André Udry et Michael Löwy, Portugal, une révolution en marche, UGE 10/18, 1975.
- La Révolution et le pouvoir, Stock, 1976.
- L'Anti-Rocard ou les haillons de l'utopie, ed. La Brèche, 1980.
- Stratégie et parti, Collection Racines, ed. La Brèche, 1987.
- Les Années de formation de la IVème Internationale, IIRF, Cahiers d'étude et de recherche, numéro 9, 1988
- Avec Alain Krivine, Mai Si ! Rebelles et repentis, Éditions La Brèche, 1988.
- Moi, La Révolution (Remembrances d'une Bicentenaire Indigne), Collection Au vif du sujet, Gallimard, 1989.
- Walter Benjamin, sentinelle messianique, éditions Plon, 1990.
- Jeanne de guerre lasse, Collection Au vif du sujet, Gallimard, 1991
- La Discordance des temps : essais sur les crises, les classes, l'histoire, ed. la Passion, 1995.
- Marx l'intempestif : Grandeurs et misères d'une aventure critique (XIXè, XXè siècles), Fayard, 1995.
- Le Pari mélancolique, Fayard, 1997.
- Avec Christophe Aguiton, Le Retour de la question sociale, ed. Page Deux, 1997.
- Lionel, qu'as-tu fait de notre victoire, Albin Michel, 1998.
- Qui est le juge ? Pour en finir avec le tribunal de l'histoire, ed. Fayard, 1999.
- Contes et légendes de la guerre éthique, Textuel 1999.
- Éloge de la résistance à l'air du temps, Textuel, 1999.
- Le Sourire du spectre : nouvel esprit du communisme, ed. Michalon, 2000.
- Les Irréductibles, Textuel, 2001.
- Karl Marx - Les hiéroglyphes de la modernité, Textuel, 2001.
- Résistances - Essai de taupologie générale, Fayard, 2001.
- Les Trotskysmes, PUF, coll. « Que sais-je ? », 2002.
- Le Nouvel Internationalisme, Textuel, 2003.
- Un monde à changer, mouvements et stratégie, coll. La Discorde, éditions Textuel 2003.
- Une lente impatience, éditions Stock, coll. « Un ordre d'idées », 2004. (ISBN 2-234-05659-4)
- Fragments mécréants : sur les mythes identitaires et la république imaginaire, Lignes, Essais, 2005 ; reedição 2018.
- Les Dépossédés. Karl Marx : Les voleurs de bois et le droit des pauvres, ed. La Fabrique, 2007.
- Éloge de la politique profane, Éditions Albin Michel, 2008.
- Un nouveau théologien : Bernard-Henri Lévy (Fragments mécréants, 2), Nouvelles Éditions Lignes, 2008.
- Avec Alain Krivine, 1968, fins et suites, Nouvelles Éditions Lignes, 2008.
- Politiques de Marx, suivi de Inventer l'inconnu, textes et correspondances autour de la Commune, Karl Marx et Friedrich Engels, La Fabrique, 2008.
- Penser Agir, Nouvelles Éditions Lignes, 2008.
- Prenons parti pour un socialisme du xxie siècle, Éditions Mille et une nuits, janvier 2009 (coauteur: Olivier Besancenot).
- Marx et les crises ; Crises d'hier et d'aujourd'hui, suivi de "Karl Marx, les crises du capitalisme", texte inédit, Éditions Démopolis, 2009.
- Démocratie, dans quel état ?, avec Giorgio Agamben, Alain Badiou, Wendy Brown, Jean-Luc Nancy, Jacques Rancière, Kristin Ross et Slavoj Zizek, La Fabrique, avril, 2009.
- Marx, mode d'emploi, edições La Découverte, 2009 (com Charb)
- Tout est encore possible. Entretiens avec Fred Hilgemann, edições La fabrique, 2010.
- Une radicalité joyeusement mélancolique. Textes (1992-2006), textos recolhidos e apresentados por Philippe Corcuff, Textuel, 2010.
- Le Spectacle, stade ultime du fétichisme de la marchandise, Éditions Lignes, 2011.
- Octobre 17, la Révolution trahie. Un retour critique sur la Révolution russe, prefácio de Sophie Wahnich, Éditions Lignes, 2017.